# Chen Ling
Chen Ling ((xinès); nascuda el 16 de juny del 1987 a Zhenjiang, Jiangsu) és una arquera de la República Popular de la Xina que va competir per a la Xina als Jocs Olímpics d'Estiu de 2008.